# Ergertshausen (Egling)
Ergertshausen ist ein Gemeindeteil der oberbayerischen Gemeinde Egling und eine Gemarkung im Landkreis Bad Tölz-Wolfratshausen.
Das Kirchdorf Ergertshausen liegt circa zwei Kilometer westlich von Egling an der Staatsstraße 2072.
Die Gemarkung Ergertshausen hat eine Fläche von 1522,17 Hektar und zwei Gemarkungsteile. Der Gemarkungsteil 0 liegt auf dem Gebiet der Gemeinde Egling, der Gemarkungsteil 1 ist deckungsgleich mit dem 372,1 Hektar großen gemeindefreien Gebiet Pupplinger Au.

## Geschichte
Die Siedlung ist im 12. Jh. als Heregershusun erstgenannt. Es liegt der bajuwarische Personenname Heriger zugrunde.
Die Gemeinde Ergertshausen, die aus den vier Orten Ergertshausen, Puppling, Riedhof und Sachsenhausen  bestand, wurde zum 1. Januar 1973 nach Egling eingemeindet.

## Sehenswürdigkeiten
- Katholische Filialkirche Mariä Himmelfahrt, erbaut in der zweiten Hälfte des 15. Jahrhunderts